# زالان فانكسا
زالان فانكسا (مواليد 27 أكتوبر 2004) هو لاعب كرة قدم مجري يلعب في مركز الجناح الأيسر في نادي بودابست.

## روابط خارجية
- زالان فانكسا على موقع الاتحاد الأوربي (الإنجليزية)
- زالان فانكسا على موقع اتحاد المجر (الهنغارية)
- زالان فانكسا على موقع قاعدة بيانات كرة القدم.إي يو (الإنجليزية)
- زالان فانكسا على موقع ناشيونال فوتبول تيمز (الإنجليزية)
- زالان فانكسا على موقع Soccerbase.com (لاعب) (الإنجليزية)
- زالان فانكسا على موقع Soccerway.com (الإنجليزية)
- زالان فانكسا على موقع عالم كرة القدم.نت (الإنجليزية)